# غاري هاني
غاري هاني (بالإنجليزية: Gary Honey)‏ هو عداء سريع أسترالي، ولد في 26 يوليو 1959 في ملبورن في أستراليا.

## وصلات خارجية
- غاري هاني على موقع الاتحاد الدولي لألعاب القوى (الإنجليزية)
- غاري هاني على موقع النتائج التاريخية لألعاب القوى الأسترالية (الإنجليزية)
- غاري هاني على موقع أوليمبيديا (الإنجليزية)
- غاري هاني على موقع اللجنة الأولمبية الأسترالية (الإنجليزية)
- غاري هاني على موقع قاعة أستراليا للمشاهير الرياضية (الإنجليزية)